# La Carolina, Coahuila
La Carolina är en ort i Mexiko.   Den ligger i kommunen San Pedro och delstaten Coahuila, i den centrala delen av landet, 800 km nordväst om huvudstaden Mexico City. La Carolina ligger 1 097 meter över havet och antalet invånare är 311.
Terrängen runt La Carolina är mycket platt. Runt La Carolina är det glesbefolkat, med 9 invånare per kvadratkilometer. Närmaste större samhälle är Concordia, 11,9 km väster om La Carolina. Omgivningarna runt La Carolina är i huvudsak ett öppet busklandskap.